# Bestenheider Höhe

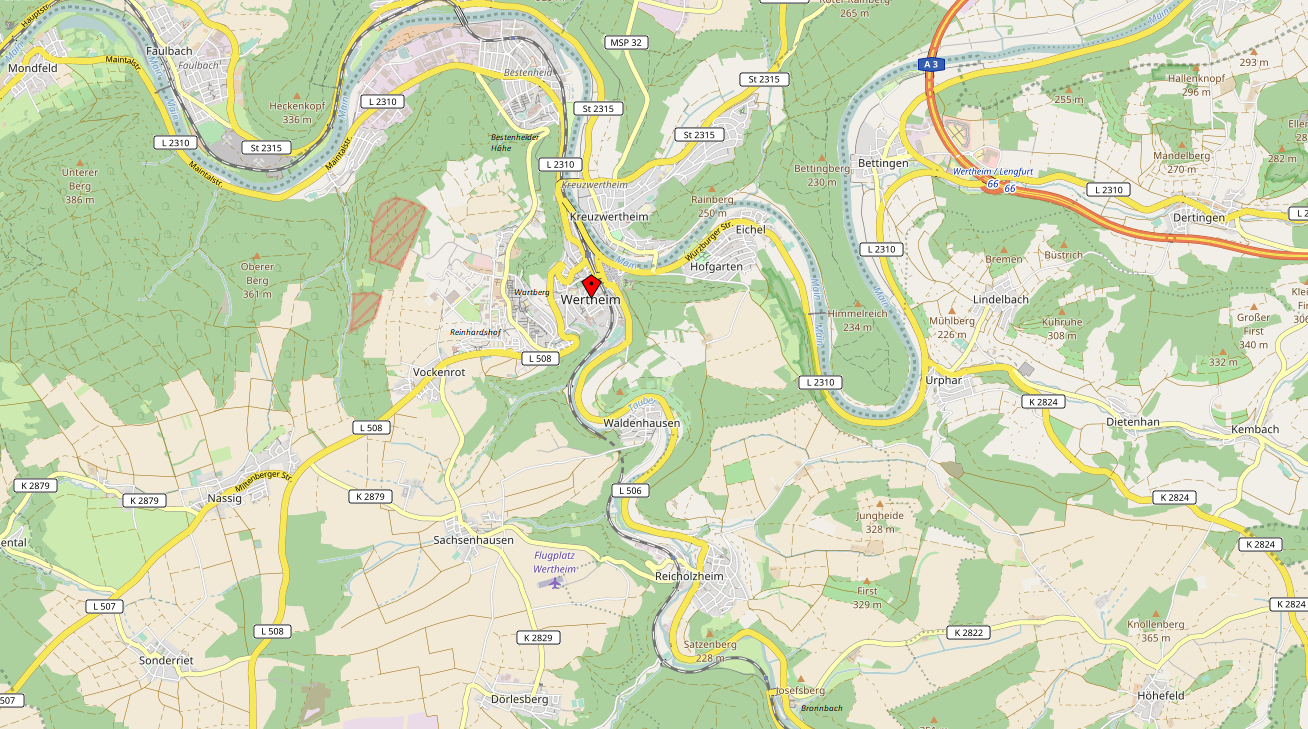
Die Bestenheider Höhe liegt auf einer Anhöhe nördlich vor Wertheim.

Bestenheider Höhe ist ein Wohngebiet am Reinhardshof der Großen Kreisstadt Wertheim im baden-württembergischen Main-Tauber-Kreis im Regierungsbezirk Stuttgart.

## Geographie

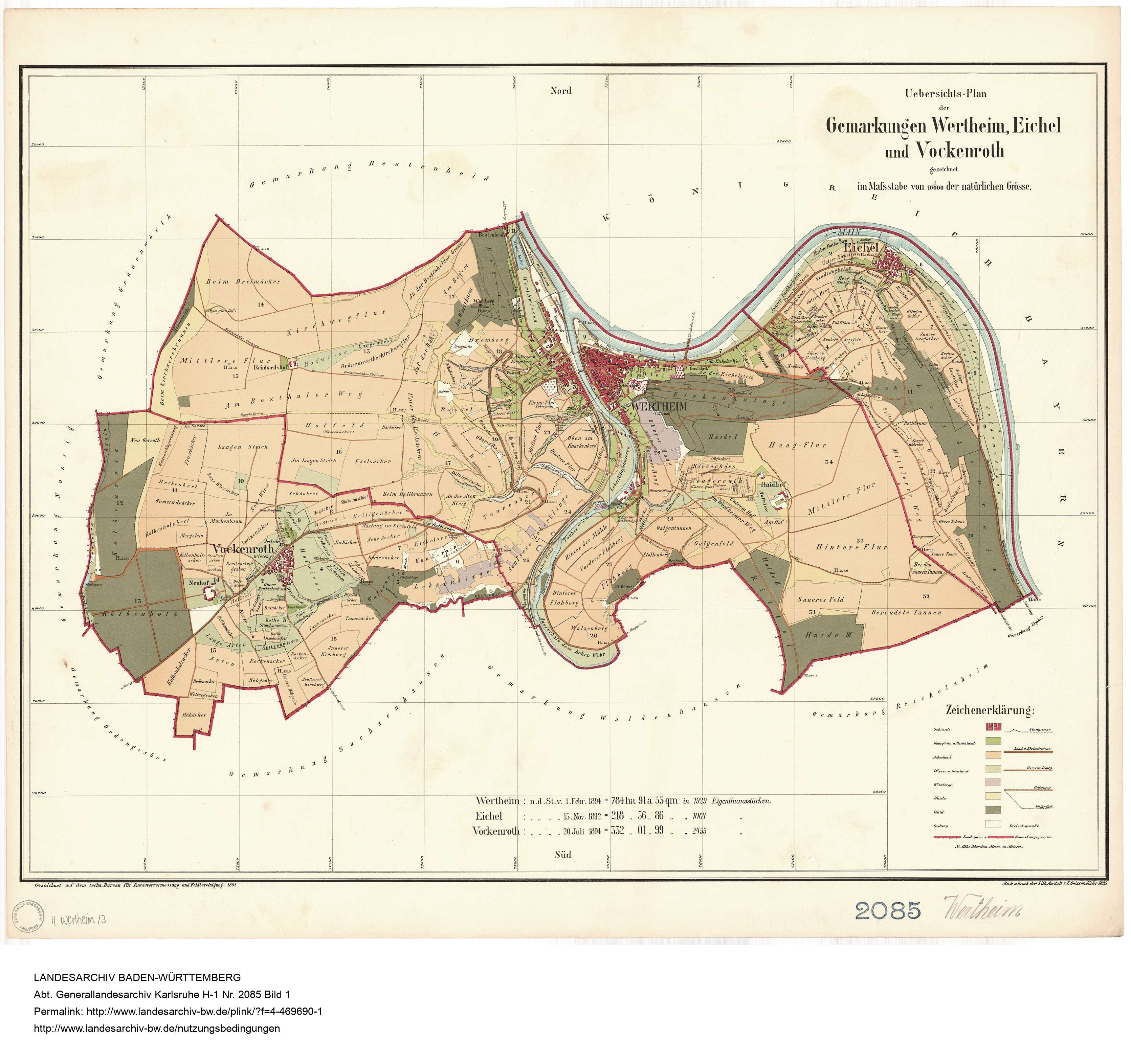
Auf einer Gemarkungsübersicht der Kernstadt Wertheim um 1895 war das heutige Wohngebiet Bestenheider Höhe noch unbesiedelt

### Lage
Bestenheider Höhe liegt 310 m ü. NHN zwischen den Stadtteilen Reinhardshof, Wartberg und Bestenheid.

### Gewässer
Die westlich des Wohngebietes entspringende Schleutleinsklinge fließt nördlich vorbei und mündet in Bestenheid in die Höhklinge.

## Geschichte
Am 31. Dezember 2022 hatte Bestenheider Höhe 487 Einwohner.

## Religion
Bestenheider Höhe ist protestantisch geprägt. Die im Stadtteil Reinhardshof befindliche Michaelskirche dient den Protestanten, die zur Pfarrgemeinde des Stadtteils Wartberg (Kirchenbezirk Wertheim) gehören, als Gotteshaus. Die hier lebenden Katholiken gehören zur Pfarrgemeinde der Kernstadt Wertheim (Dekanat Tauberbischofsheim).

## Politik
Das Wohngebiet stellt zwei Mitglieder im Stadtteilbeirat Reinhardshof.